# 柏木久美子
柏木 久美子（かしわぎ くみこ、1978年10月9日 - ）は、東京都出身のアルペンスキーヤー。小樽双葉女学園卒。

## 人物
- 父は1972年の札幌オリンピック日本代表でアルペンスキーヤーの柏木正義、兄がスキー選手の柏木義之のスキー一家。
- 12歳の時に両親を離れて、祖母が住んでいる北海道小樽市に移住[1]。
- 1998年の長野の回転・大回転・スーパーG、2002年のソルトレークシティの回転・大回転としてオリンピックに出場[2]。
- 引退後はトレーナーの道を歩み[1]、2007年に日本鍼灸理療専門学校に入学[3]。マッサージ師など3つの国家試験に合格。2011年秋にはフリースタイルモーグル日本代表のトレーナー[4]。2014のソチも担当した[3]。

## 参照資料
1. 1 2  ジャパンコーチズアソシエーション
2. ↑  冬季オリンピックメモリーズ
3. 1 2  日本オリンピック委員会
4. ↑  中日新聞（2014年1月28日）